# Aeroportul Municipal Fort Scott
Aeroportul Municipal Fort Scott (IATA: FSK, ICAO: KFSK, FAA LID: FSK) este un aeroport din Kansas, Statele Unite ale Americii ce deservește zona Fort Scott⁠(d). A fost numit după zona deservită.
Situat la o altitudine de 280 m, aeroportul dispune de 1 pistă.

## Infrastructură

### Piste
Aeroportul dispune de o singură pistă. Pista 18/36 are suprafața de asfalt și dimensiunile 4.403 picioare × 75 picioare. 